# Ремагенский мост
«Ремагенский мост» (англ. The Bridge at Remagen) — американский художественный фильм 1969 года, поставленный режиссёром Джоном Гиллермином по книге американского писателя и политика Кена Хечлера.

## Сюжет
Фильм был снят в Чехословакии и рассказывает о боях за мост Людендорфа через Рейн в марте 1945 года. В результате сражений американских войск с немецкими мост был захвачен неповреждённым и использовался союзниками. В фильме поднимаются проблемы самопожертвования, допустимого риска и допустимых потерь.

## В ролях
| Актёр              | Роль                     |
| ------------------ | ------------------------ |
| Джордж Сигал       | лейтенант Фил Хартман    |
| Роберт Вон         | майор Пауль Крюгер       |
| Бен Газзара        | сержант Анджело          |
| Бредфорд Диллман   | майор Барнс              |
| Э. Г. Маршалл      | бригадный генерал Шиннер |
| Питер ван Эйк      | генерал-оберст фон Брок  |
| Ханс Кристиан Блех | капитан Карл Шмидт       |
| Хайнц Райнке       | советник Хольцганг       |
| Иоахим Ханзен      | капитан Отто Бауманн     |
| Соня Циман         | Грета Хольцганг          |
| Анна Гаэль         | француженка              |

| Актёр          | Роль                |
| -------------- | ------------------- |
| Вит Ольмер     | лейтенант Зимринг   |
| Бо Хопкинс     | капрал Гребс        |
| Роберт Логан   | рядовой Бисселл     |
| Мэтт Кларк     | капрал Джеллико     |
| Стив Сандор    | рядовой Славек      |
| Фрэнк Уэбб     | рядовой Гловер      |
| Том Хитон      | лейтенант Паттисон  |
| Пол Прокоп     | капитан Джон Кольт  |
| Рихард Мюнх    | генерал фон Штюрмер |
| Гюнтер Майснер | генерал Герлах      |
| Рудольф Елинек | рядовой Манфред     |

## Производство
Съёмки фильма проходили в Чехословакии и начались 3 июня 1968 года в Праге. Большинство городских сцен в Ремагене снималось в городе Мост, а для съёмок Ремагенского моста послужил мост в городке Давле.
Однако к концу съёмок в Чехословакию были введены советские войска, и съёмочной группе пришлось в спешном порядке уезжать на запад на такси. Съёмки были завершены в Западной Германии и в Италии.